# Daniel Hope

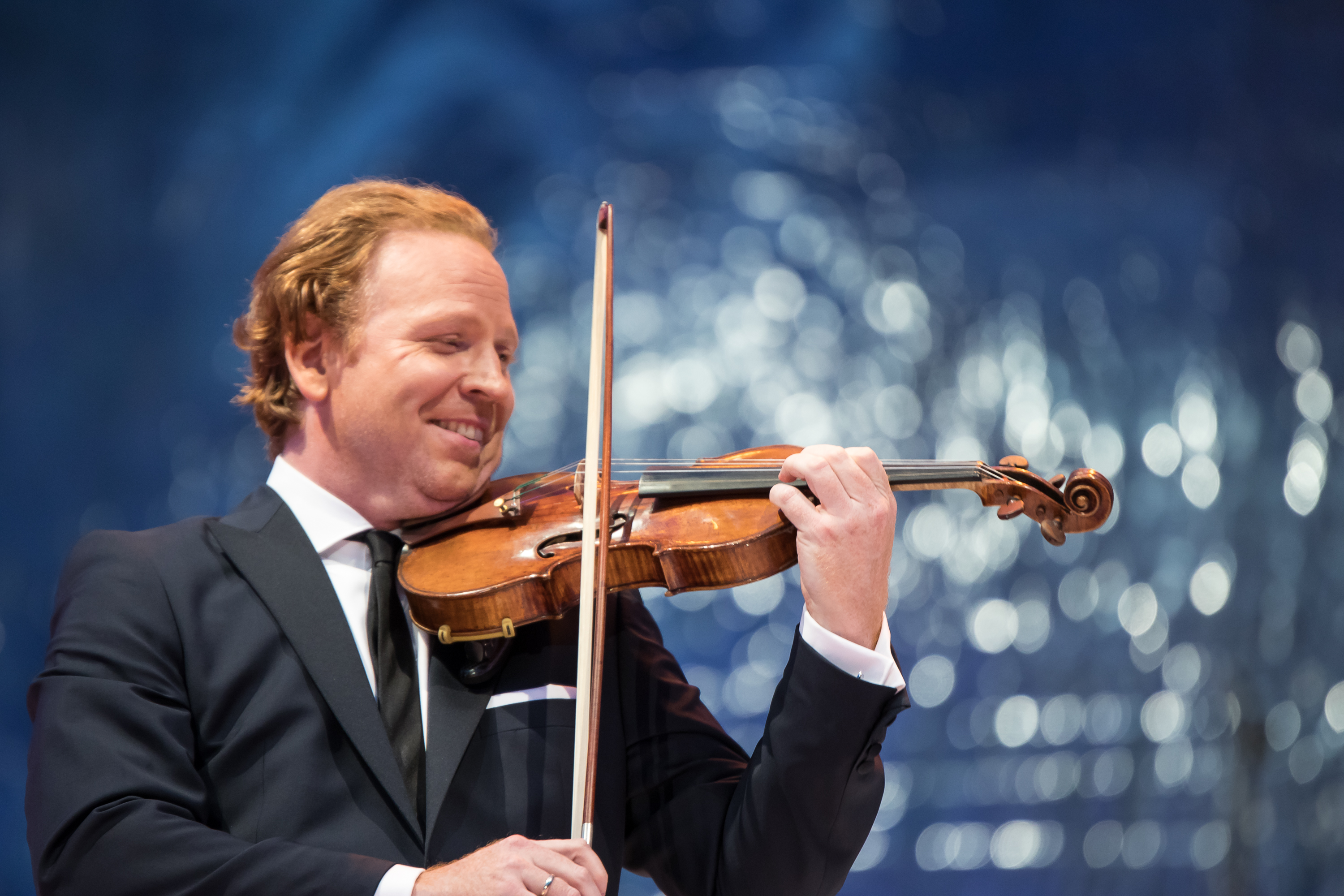
Daniel Hope nel 2016

Daniel Hope (Durban, 17 agosto 1973) è un violinista sudafricano naturalizzato britannico.

## Biografia
Daniel Hope è di origini tedesche e irlandesi. Inizia a studiare il violino nel 1978 con Sheila Nelson a Londra. Dal 1984 studia con Itzhak Rashkovsky, Felix Andrievsky e Grigorij Žislin al Royal College of Music di Londra dove si diploma. Dal 1992 al 1998 Hope si perfeziona con Zakhar Bron.
All’età di undici anni (1984) è invitato da Menuhin a interpretare con lui alcuni Duetti di Béla Bartók alla televisione tedesca. Nel corso dei successivi anni hanno collaborato insieme a lungo, tenendo più di 60 concerti, fino al concerto d’addio di Menuhin del 7 marzo 1999 alla Tonhalle di Düsseldorf.
Hope è stato membro del Beaux Arts Trio dal 2002 al 2008. La sua intensa attività portò alla decisione di lasciare il Beaux Arts Trio, che a sua volta decise di sciogliersi.
Nel 2013 ha presentato il film documentario The Secrets of the Violin, che esplora la storia della liuteria da Amati, Stradivari e Guarneri ai giorni nostri.
Dopo aver inciso per la Nimbus, Emi e Warner, nel 2007 ha firmato un contratto in esclusiva con la Deutsche Grammophon. Daniel Hope suona il violino Giuseppe Guarneri del Gesù "ex-Lipinski" del 1742 messo a sua disposizione da una famiglia anonima tedesca. Hope è autore e co-autore di quattro libri pubblicati in Germania.

## Scritti
- Daniel Hope-Susanne Schädlich, Familienstücke: eine Spurensuche, Rowohlt, Hamburg, 2007
- Daniel Hope, Wann darf ich klatschen?, Rowohlt, Hamburg, 2009
- Daniel Hope, Toi, toi, toi! Pannen und Katastrophen in der Musik, Rowohlt, Hamburg, 2011
- Daniel Hope-Wolfgang Knauer, Sounds of Hollywood – Wie europäische Emigranten die amerikanische Filmmusik erfanden, Rowohlt, Hamburg, 2015